# Argythamnia coatepensis
Argythamnia coatepensis är en törelväxtart som först beskrevs av Townshend Stith Brandegee, och fick sitt nu gällande namn av Léon Camille Marius Croizat. Argythamnia coatepensis ingår i släktet Argythamnia och familjen törelväxter. Inga underarter finns listade i Catalogue of Life.